# Djemaa el Fna
Djemaa el Fna is een centraal plein in de Marokkaanse stad Marrakesh. 's Ochtends wordt er een markt gehouden waar allerlei Marokkaanse producten worden verkocht.

## Het plein

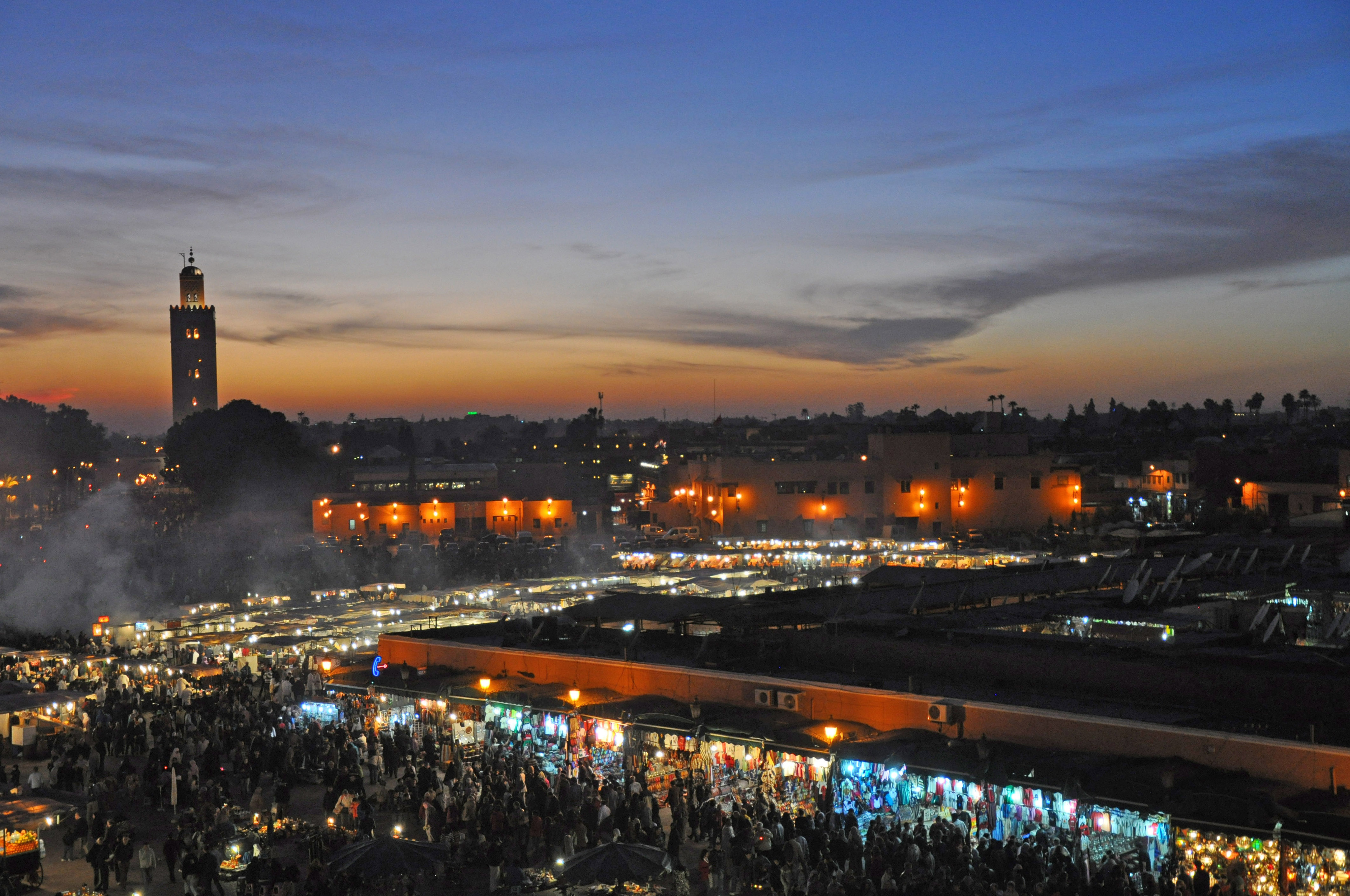

Tussen de duizenden bezoekers zijn diverse curiositeiten te zien, zoals slangenbezweerders, verhalenvertellers, acrobaten, waterverkopers in traditionele klederdracht en muzikanten. Rondom het plein bevinden zich diverse restaurants, eet- en drinkkraampjes en hotels. Aan de noordoostkant van het plein ligt een soek.

## UNESCO werelderfgoedlijst
Het culturele leven op het plein werd in 2008 toegevoegd aan de Lijst van Meesterwerken van het Orale en Immateriële Erfgoed van de Mensheid van UNESCO.

## Aanslag
Op 28 april 2011 was het plein het toneel van een bomaanslag waarbij 17 doden vielen, de meesten waren toeristen.
- Library of Congress Control Number: n2009054474
- Nationale Bibliotheek van Israël: 987007549342905171
- Virtual International Authority File: 131582943
- WorldCat: E39PBJqW3R84GX7d3Gwj4GRkDq